# Бунтующий человек
«Бунтующий человек» (фр. L'Homme révolté)  — эссе Альбера Камю, опубликованное в 1951 году, в котором анализируется метафизическое и историческое развитие восстания и революции в обществах Западной Европы и России. Произведение является развитием идей «Мифа о Сизифе», переходя от проблем самоубийства и абсурда к проблемам убийства и бунта. Камю писал труд во многом с целью осмысления событий своей эпохи, характеризующихся отсутствием понятия меры.

## История создания
После завершения своего цикла абсурда Камю переживает перемену в своих философских воззрениях, во многом определённую событиями 1939–1945 гг. в Европе, и приступает к созданию нового цикла произведений. В 1943–1944 годах, во время написания второго варианта романа «Чума», автор делает первые попытки сформулировать мораль бунта. Позже, в 1945 году, выходит статья «Заметка о бунте», опубликованная в сборнике «Экзистенция» Жана Гренье, друга и наставника Камю. «Заметка о бунте» стала прототипом «Бунтующего человека», поскольку в ней писатель переходит от рефлексии над индивидуальным опытом абсурда к осмыслению коллективного опыта бунта. Кроме того, Камю освещает проблемы революции, террора, убийства и диктатуры в серии статей «Ни жертвы, ни палачи», выходивших в подпольном журнале «Комба» в ноябре 1946 года. В 1948–1949 годах Камю изучает историю русской революции и терроризма. В результате в 1949 году он ставит пьесу «Праведники», герои которой основаны на книге Бориса Савинкова «Воспоминания террориста», описывающей террористическую деятельность боевой организации партии эсеров. Камю продолжает исследование философской и исторической литературы XVIII–XX веков, во многом опираясь на книгу Н. А. Бердяева «Истоки и смысл русского коммунизма» и на работу К. Поппера «Открытое общество и его враги».
В феврале 1950 года Камю начинает непосредственно работать над «Бунтующим человеком». 27 февраля 1951 года он отправляет письмо своему другу Рене Шару, в котором пишет: «Вот уже месяц я работаю без перерыва. Полнейшее одиночество, напряжение всей воли, чтобы закончить работу, заставляют меня не вставать из-за письменного стола по десять часов в день. Я надеюсь закончить к 15 марта. Роды долгие, трудные, и мне кажется, что ребёнок будет уродцем. Эти усилия довели меня до изнеможения». Камю смог закончить основной текст эссе раньше определённой им даты и опубликовал некоторые главы о Ницше и Лотреамоне, однако продолжил совершенствовать книгу. Гранки с исправлениями, позже подаренные Шару, указывают на колоссальный труд, проделанный в процессе правки «Бунтующего человека».

## Влияние
Для изучения портрета бунтаря, истоков и развития бунта, а также исторической подоплёки революции, Камю обращается к мыслителям, поэтам, писателям и общественным деятелям, таким как: Фридрих Ницше, Георг Вильгельм Фридрих Гегель, Карл Маркс, Адольф Гитлер, Макс Штирнер, Макс Шелер, Маркиз де Сад, Луи Антуан Сен-Жюст, Артур Рембо, Владимир Ленин, Михаил Бакунин, Сергей Нечаев, Иван Каляев, Фёдор Достоевский, Дмитрий Писарев, Пьер-Жозеф Прудон, Жан-Жак Руссо, Андре Бретон, Жозеф де Местр, Граф де Лотреамон, Шарль Бодлер, Марсель Пруст, Лукреций, Эпикур.
Джордж Ф. Зефлер считает, что, кроме обращения к ницшеанскому нигилизму, Камю воспользовался и фундаментом эстетической теории Ницше, корректируя и адаптируя некоторые элементы под своё искусство абсурда и, позже, бунта. Ф. Розен отмечает, что, помимо использования работ Симоны Вейль для формирования критики «пророчества» Маркса и экстенсивной рационализации труда на фабриках, Камю склонился к синдикализму, в том числе под воздействием её мысли. Кроме того, как утверждает Герберт Хокберг, Альбер Камю пытается построить этику абсурда, для понимания которой стоит ознакомится с идеями Плотина, присущими творчеству Камю со времён его философской диссертации «Неоплатонизм и христианская мысль».

## Содержание
Эссе состоит из введения и 5 частей. «Бунтующего человека», как и свою первую книгу «Изнанка и лицо», Камю посвятил своему другу и профессору философии Жану Гренье.

### Введение
Камю рассуждает на тему дозволенности рассудочного преступления: порабощения и убийства. Так, в поле нигилизма абсолютная сила становится привилегией, а мир делится на рабов и хозяев. Из логики абсурдизма, в свою очередь, следует, что жизнь является общечеловеческим благом. С другой стороны, абсурд изначально противоречив, поскольку, стремясь сохранить жизнь, он базируется на отрицании ценностных суждений, а жизнь и есть ценностное суждение. Кроме того, абсурд является философией бессмыслицы, но пытается наделить себя смыслом. Находящийся в вечном хаосе человек, кричащий от несправедливости об абсурде и неверии, может вынести единственную истину из опыта абсурда — бунт.

### Бунтарь
Бунтарь — это пробудившийся человек, вдруг объявивший приемлемый предел, за который он не позволит зайти. Бунтующий человек готов жить по формуле «всё или ничего». Ставя всё на кон, он подтверждает, что выбранная ценность важнее индивидуума и, следовательно, кажется ему общечеловеческой. В свою очередь, взбунтоваться может не только угнетённый — свидетель вопиющей несправедливости по отношению к другим так же может восстать против преступления бесчеловечности.
В культурно-историческом контексте бунт наиболее возможен в обществах, постулирующих равенство, но фактически существующих в неравенстве. В свою очередь, человеческий дух может находиться либо во вселенной сакрального (в христианстве — вселенная благодати), где на каждый вопрос дан вечный ответ, либо во вселенной бунта, требуя человечности самостоятельно. В связи с современной тенденцией десакрализации и разрушения абсолютного, бунт становится исторической реальностью. Таким образом, когда абсурдный человек осознаёт, что его боль от отсутствия ответов не индивидуальна, а коллективна, он становится человеком бунтующим. По аналогии с картезианским cogito, он превозносит общую ценность: «Я бунтую, следовательно, мы существуем».

### Метафизический бунт
Метафизический бунт — это бунт твари против Творца, отказ принимать существующее навязанное мироздание. В порыве непринятия метафизический бунтарь низводит Абсолютное и говорит с ним на равных, требуя установить справедливость и единство. Бунт, вдруг возвысившийся над собой, не останавливается до достижения метафизической революции, в конце которой бунтарю предстоит взять роль Творца на себя. И будет ли восстание против нового творца, зависит только от него: если он предаст первопричину бунта, потеряет меру или приемлемый предел — то несомненно. Первым метафизическим бунтарём Камю называет Прометея, который, по древнегреческому мифу, восстаёт против Зевса из-за любви к людям и их жизням. Далее Камю рассматривает понятие меры и тему бунта в религии и античной мысли, узаконенное преступление в творчестве де Сада, сатанинский бунт в романтизме, нигилизм и метафизическую революцию Ивана Карамазова, абсолютизм индивидуалистского бунта у Штирнера, совесть нигилизма - Ницше, Лотреамона и его переход к конформизму и, наконец, иррациональный бунт сюрреалистов.
В заключение, рассматривая два века метафизического бунта и нигилизма, Камю предостерегает об опасности абсолютного «да» и абсолютного «нет»: и то, и другое непременно ведёт к убийству и предаёт истоки бунта. Как только Бог свергнут, метафизический бунт может поддаться искушению духовного империализма, ставя целью всемирный контроль и установление нового закона, плодя метафизическое убийство, с которым боролся. «Достигнув высот иррационального, человек, сознавая своё земное одиночество, принимает преступления разума, направленные на построение империи людей. К формуле «Я бунтую, следовательно, мы существуем» он, размышляя о грандиозных планах и самой смерти бунта, добавляет: «И мы одиноки».

### Исторический бунт
Исторический бунт — это продолжение идеи метафизического бунта, который, низвергнув Бога, повернулся к истории. Бунтарское движение не может быть установлено в вечности, ведь это частная рефлексия абсурда, приведшая к идее. В то время как революция — это интеграция идеи в историю. Именно поэтому революция не гнушается разрушать принципы и жизни — она убедила себя в конечности истории, в том, что это последняя революция. Исторический бунтарь теперь претендует не на индивидуальное метафизическое спасение, а на преображение всего мира посредством завоевания. «Революция, даже такая — и особенно такая, — которая претендует на материалистичность, на самом деле является всего лишь метафизическим крестовым походом, забывшим о чувстве меры». Метафизический бунт твари против Творца вылился в мятежный дух, осмелившийся начать восстание против носителей Божественного права — монархов. Вместе с формированием революционного якобинства завершилось и время бунта — настали «времена эшафота».
Камю изучает исторический бунт во времена восстания Спартака, Великой французской революции, в которой родилась новая гражданская религия при помощи Руссо и Сен-Жюста; во времена принадлежащей Гегелю и гегельянству диалектики раба и господина; во времена добродетельных декабристов и справедливых убийц 1905 г. Кроме того, Камю отмечает необходимость исследования революций XX века, которые привели к становлению террористических государств, вне зависимости от фундамента идеологии — иррационального или рационального. Первой идеи придерживались государства Гитлера и Муссолини, основанные на обожествлении вечного завоевательного движения; второй — коммунистические государства, базирующиеся на теории и пророчествах Маркса. Первые восхваляют палача от лица палача, вторые — со стороны его жертв. Первые дадут свободу группе людей, поработив остальных, вторые же отпустят на волю всех, но после некоторого периода рабства.
Революция освободила человека от служения Богу, заменив покорность повиновением партии, а единство и братство — тотальностью. Обещанный Всемирный Град можно ожидать только в будущем, а пока: либо вечная революция, либо вечная война. И до тех пор, пока революция не стала повсеместной, Империи остаётся только захватывать власть над временем, отрицая даже недавнюю официальную историю и подвергая её цензуре. Революция, мечтавшая о равенстве и братстве, посягает на природу и величие человека, пытаясь пропагандой и полемикой превратить человека в историческую вещь. Но даже при достижении тотальности истории и эффективности — вселенной трибунала — бунтарь не смирится. Бунтарь чувствует подмену понятий — ведь религию заменили историей, а грех — виной перед будущим. Впрочем, кара действительно поменялась: история, в отличие от религии, спешит исполнить приговор, пока не поменялись судьи. Таким образом, революция из достижения коллективной невинности извратилась в утверждение всеобщей вины. Виновность человека, навязанная как исторически объективная, исходит не из поступков, а из ненадлежащей веры в Империю. Вселенная трибунала не останавливается на искоренении бунта или инакомыслия. «Она стремится возложить ответственность за то, что бунтарство когда-то существовало и ещё существует под солнцем, на каждого человека, включая самых покорных».
Прометей, повёдший людей захватывать Олимп, вдруг понимает, что смертные не организованы и боязливы, они ищут скорейшую выгоду и сиюминутное удовольствие. Значит, он должен обучить людей, возглавить их. Но штурму всё не видно конца, а существование Града солнца вызывает сомнения. Тогда, спасая от колебаний, Прометей заявит, что Град существует, но только он о нём знает. Неверующих прикуют к скале в пустыне, остальные будут вынуждены следовать за своим предводителем. «Но в борьбе против Зевса он завоевал только одиночество и жестокость, он больше не Прометей, он Цезарь. Настоящий, вечный Прометей отныне принял облик одной из его жертв. Из сердца Скифской пустыни раздаётся всё тот же крик, пришедший из глубины веков».
Опьянённая историей и нигилизмом революция всё равно возвращается к бунтарским ценностям. Настоящий революционер поэтому и тождественен бунтарю, ведь он рано или поздно будет бунтовать против революции. Однако, одиночки во власти торопятся: они реализуют давнюю мечту единства в общей могиле, а бессмертие — в убийстве. Возведение истории в абсолют приводит к нигилизму и террору, а отрицание — к непониманию того, «как жить». Действительно, история необходима — как явление, содействующее в поиске ценности. Ценность эта является нам на границе бунта и цезаристской революции. Ведь абсолютная революция стремится принизить человека до факта истории, а бунт отказывается от этого, он борется за право быть, за человеческую природу. Тем самым устанавливая свою границу роли истории.
Исторический бунт продолжил метафизический бунт, постулировав: быть — не значит философствовать, быть — значит делать. В отсутствие морали, история становится единственным критерием утверждения человека. Именно на этом этапе революция нарушает границу и предаёт, а затем и логически убивает бунт. Ведь бунт добивается единства, а революция — тотальности. Первое творит, второе отрицает. Чтобы стать созидательной, революция обязана отринуть нигилизм и абсолют истории и сохранить мораль метафизического бунта. «В самом деле, бунт говорит и будет всё громче говорить ей, что надо попробовать действовать не ради обретения бытия в будущем и на глазах у покорного мира, а прислушиваясь к тихому голосу того смутного бытия, что уже раздаётся внутри бунтарского движения. <…> отметим лишь, что к формулам метафизического бунта — «Я бунтую, следовательно, мы существуем» и «Я бунтую, следовательно, мы одиноки» — бунт, восставший против истории, добавляет: вместо того чтобы убивать и умирать ради того, чтобы стать другими, лучше жить и давать жизнь ради сотворения того, что мы есть».

### Бунт и искусство
Искусство — неопороченный историей бунт, требующий единства, говорящий одновременно «да» и «нет». Революция поэтому и пыталась подавить искусство, заявляя, что созерцание мешает действию, а красота — трансформации истории в абсолютную красоту в конце времён. Бунт, как и искусство, пытается отбросить всё неприемлемое, создать ограниченную вселенную, в которой воцарится желанное единство. «Искусство оспаривает реальность, но не увиливает от неё». Далее Камю размышляет о бунте, стиле и эстетике в скульптуре, живописи, романе, реализме и формализме.
Средством для выхода из тупика индустриального общества послужит возрождение роли творчества в труде, а бунт, в свою очередь, уравновесит индивидуума и историю. Общество рабов и господ больше не сможет выделить класс работников и класс творцов — они будут сочетаться в одном человеке. Творчество в своей сути восстаёт против общества тиранов и рабов, потому это общество исчезнет и трансформируется. В век тотального разрушения революция может сокрушить искусство, просто убивая художников. Но и в обществе победившей революции бунт и искусство займут своё место — место «слепой и тщетной надежды в пустоте беспросветных дней». Однако, приходит время, когда революция своей слепотой к природе и прекрасному отторгает себя из истории, ради которой она существует. Она забывает про неотъемлемую часть реальности — красоту и достоинство бытия. «Можно ли вечно отвергать несправедливость, не прекращая восславлять природу человека и красоту мира? Наш ответ — да. Во всяком случае, эта мораль, непокорная и верная, единственная способна осветить путь по-настоящему реалистичной революции. Поддерживая эту красоту, мы готовим приход дня возрождения, когда цивилизация поставит в центр своей философии не формальные принципы и не извращённые ценности истории, а живую добродетель, на которой покоится общее достоинство мира и человека, ту добродетель, которой мы должны дать определение перед лицом оскорбляющего её мира».

### Философия полдня
Очертив границу дозволенного, бунт дал то, что не смог мир абсурда — общечеловеческую ценность. В бессмысленном мире, где ценна только ответственность перед другим человеком, все попытки заменить «мы есть» на «мы будем» в надежде оправдать убийство напрасны. Убивая, человек исключает себя из общества, что лишает смысла. Пойти на убийство можно только отказавшись от своей жизни. Бунтарь убивает и принимает собственную смерть, доказывая, что убийство невозможно. История, жаждущая эффективности, а не морали, может попытаться склонить его к рациональному убийству. Однако бунтарь никогда не возводит историю в абсолют, рациональное преступление для него равносильно смерти бунта.
Каково должно быть отношение бунтаря к противоречию справедливости и свободы, а также противоречию насилия и ненасилия, с которой сталкивается бунт? Несправедливость опасна тем, что она закрепляет немую враждебность, разрушает взаимоотношения и препятствует созданию единства, братства людей, взбунтовавшихся против судьбы. «Он [бунтарь] требует провозглашаемой им свободы для всех; свободу, которую он отвергает, он запрещает всем». Абсолютная справедливость делает положение несвободным, истребляя любые разногласия. В свою очередь, абсолютная свобода — свобода убивать — есть насмешка над справедливостью, поскольку это власть силы, плодящая несправедливость. Абсолютное ненасилие есть бессилие добра, поскольку ведёт к рабству, а узаконенное насилие есть бессилие зла, ведь оно приводит к разрушению сообщества. Отказ выбирать приводит к молчаливому посредничеству чужого закрепощения.
Важно заметить, что эти антиномии возможны только в абсолюте. Срединный путь бунта позволяет с ними справиться. Революция, верная своим истокам, должна отождествиться с относительным. Свобода слова способствует выражению этого относительного. Справедливость, установленная в немом мире, в конце концов разрушает братство и прекращает существовать. А свобода нуждается в праве высказываться и требовать справедливости. «Точно так же как бунтарь рассматривает убийство как предел, которого он, убивая, достигает своей смертью, так и насилие может быть лишь крайним пределом, противостоящим другому насилию, например в случае восстания. <…> Умирать во имя революции стоит только в том случае, если она ведёт к немедленной отмене смертной казни; сидеть ради революции в тюрьме стоит, только если она заранее нацелена на отмену пожизненных сроков.  <…> Оправдывает ли цель средства? Возможно. Но что может оправдать цель? На этот вопрос, оставленный без ответа философией историзма, ответ даёт бунт: средства».
Чтобы избежать разрушительной нигилистической революции, бунтарь должен ввести в неё предел и меру. Те, кто стоял за революцией XX века, родились в эпоху абсолютных физических величин. Прогресс показал, что адекватно мыслить можно только в категории относительного. По мнению Камю, особенно кощунственна чрезмерность в разделении труда. Бессмысленно пытаться обратить прогресс вспять, но человеку, выполняющему одну операцию на конвейерной ленте, не хватает творческой силы, которой он пользовался, будучи ремесленником. Потому, он жаждет застать день и размышляет о том, как этот день скорее организовать, «когда машина, выполняющая сотню операций и управляемая одним человеком, производит целиком всего один предмет». Только тогда рабочий сможет уподобиться творцу.
Закон меры распространяется на все аспекты бунтарской мысли: «всякой морали необходима доля реальности — всякая чистая добродетель убийственна, — а всякому реализму необходима доля морали: цинизм так же убийствен. <…> Наконец, человек не может быть ни полностью виновным — ведь это не он начал историю, ни полностью невиновным — ведь он её продолжает. <…> бунт ставит нас на путь рассчитанной виновности». Именно бунт обеспечивает сохранность мере, несмотря на нигилизм истории. Мера есть бесконечный поиск баланса между невозможным и бездной. И только конфликт, рождаемый умом в результате бунта, может постоянно питать этот поиск. Чрезмерность, как бунт и искусство, рождается вместе с первым человеком и умрёт вместе с ним. Бунт будет вечно оспаривать несправедливость, готовый всё отдать своим братьям; он не согласится ни на что, кроме спасения всех. И своим благородством и самоотверженностью бунт подтверждает, что он является движением самой жизни. На минуту забыв свои истоки, бунт перестаёт быть любовью и плодородием и становится тиранией и разрушением. На минуту повернувшись к власти и истории, революция теряет меру и мораль. Европа всегда находилась в состоянии войны между средиземноморским полднем человеческой природы и абсолютистской полночью истории. Только дезертируя, она позволяет дню проиграть. Только во всём следуя философии полдня, отказавшись от божественности, мы сможем остаться людьми и разделить с ними нашу жизнь и борьбу. «Мы выбираем Итаку, землю верности, философию простоты и отваги, сознательную деятельность и благородство знающего человека. В царстве света нашей первой и последней любовью остаётся этот мир. Под одним с нами небом дышат наши братья, и справедливость жива. Тогда рождается странная радость, помогающая жить и умирать, — мы отказываемся переносить её на потом. <…> В час, когда каждый из нас должен натянуть тетиву своего лука, пересмотреть свои доказательства и завоевать в истории и вопреки истории то, что и так нам принадлежит — скудный урожай её полей и краткую любовь этой земли, — в час, когда наконец рождается человек, мы должны оставить эпоху с её подростковыми проявлениями жестокости».

## Принятие и критика
Дискуссия по поводу «Бунтующего человека» стартовала вместе с публикацией первых глав. А. Бретон активно оспаривал позицию Камю касательно Лотреамона и сюрреалистов. Камю реагировал на критику письмами в журнал «Арт». После появления книги на прилавках, СМИ привлекли к ней большое внимание. Анархист Леваль, защищавший Бакунина, смог убедить Камю внести небольшие правки в последующие издания книги. Нападки коммунистов в журналах «Юманите» и «Нувель критик» игнорировались Камю до тех пор, пока с ними не согласился некоммунистический журнал «Обсерватер». Его обвиняли во всех грехах человечества вплоть до пропаганды терроризма против советского руководства и миллионов коммунистов, разжигания войны (хотя недавно порицали в пацифизме) и в работе за «американские деньги». Камю был удивлён не стандартному набору ругани, а схожей реакции среди «прогрессивно левых» интеллектуалов. Ф. Жансон написал статью, в которой он упрекал Камю в нерешительности, непротивленчестве, а также позволил себе переходить на личность и задевать его творчество. Эта статья была опубликована в майском выпуске журнала «Тан модерн», основанного Жаном-Полем Сартром, бывшим, на тот момент, другом Камю. Камю, задетый этим, подробно разобрал критику в письме, которое отправил Сартру, как главному редактору. Симона де Бовуар позже рассказала, что в письме Камю делал вид, что не знал Жансона, и обращался к Сартру «Господин редактор».  В действительности Камю направлял письмо Сартру, так как считал, что он ответственен за публикации, а с Жансоном он и вправду не был знаком. Ответы Сартра и Жансона Камю были опубликованы в августовском выпуске журнала. Сартр свирепо ответил Камю, обвиняя его в узколобии и причисляя его к буржуазным гуманистам и записным моралистам. «Не смею советовать вам обращаться к моей книге «Бытие и ничто», её чтение покажется вам бесполезно изнурительным: ведь вы презираете трудности мысли. <…> А где Мерсо, Камю? Где Сизиф? Где сегодня эти троцкисты сердца, проповедовавшие перманентную революцию? Убиты или в изгнании».
Как позже об этом писал Камю, «эта книга наделала много шума и принесла мне куда больше врагов, нежели друзей (по крайней мере первые кричали громче вторых). Как и все в мире, я не люблю иметь врагов. И всё же, если бы мне пришлось писать книгу заново, я написал бы её такой, как она есть. Из всех моих книг она мне особенно дорога».
Джон Фоли считает «Бунтующего человека» самой важной и наиболее проигнорированной философской книгой Камю, призывая к более детальному разбору. По его мнению, эссе содержит тщательную аргументацию и, поистине, кульминацию его мыслей предыдущего цикла. В свою очередь, Керзон-Хобсон сетует на то, что излишняя критика, вылившаяся на работу, серьёзно подорвала репутацию книги, сделав использование её идей «рискованным» в научном сообществе. Тем не менее, даже если «политическая» критика может быть заслужена и оправдана, философия бунта предлагает возможность взглянуть со стороны на отношения бунтаря и общества и увидеть в бунтаре что-то, общее каждому. Более того, Керзон-Хобсон отмечает важность бунта в образовании: обучение развивает самосознание, даёт возможность преображения самопонимания, служит упрёком и совестью общества, основой эгалитаризма. Образование и есть бунт против несправедливости и неравенства. Кроме того, бунт восстаёт и против тотальности: он осуждает вплетение идеологии в преподавание, порицает «правильный» и «неправильный» взгляд, борется с меритократией. Помимо прочего, Керзон-Хобсон подмечает ощущение при прочтении последних глав с чтением книг по критической педагогике.
Герберт Хокберг утверждает, что Камю провалился в создании этики бунта, основываясь на изначально нелогичном выводе из понятия абсурда: Камю «перепрыгивает» от наличия абсурдной ситуации между человеком и миром к тому, что её обязательно нужно поддерживать. Даже если это так, бунт не является эссенцией человека, поскольку существование ценностей, которые возвышаются над бунтарём, не значит, что они универсальны для каждого.
Игнацы Фьют замечает, что мысль Камю постепенно удалялась от направления западной философии XIX века. Камю переживал отчуждение от своей страны и искал новую формулу человека и самоидентификации. «Новые французские философы», такие как А. Глюксманн, Б. А. Леви, Г. Лярдро и К. Ламберт, обратили внимание на то, что Камю фактически является пионером постмодернизма. Идеи Камю находят своё отражение в работах Жака Деррида, Жана-Франсуа Лиотара и Вольфганга Вельша.